# Aéroport de Tamale
L'aéroport de Tamale (code IATA : TML • code OACI : DGLE), est un aéroport situé à Tamale, au Ghana.

## Situation
| Tamale Accra Kumasi Wa Sunyani Takoradi |

### Compagnies aériennes et destinations
| Compagnies            | Destinations |
| --------------------- | ------------ |
| Africa World Airlines | Accra-Kotoka |
| Passion Air           | Accra-Kotoka |

Edité le 10/08/2023